# Église Santa Maria Annunciata in Chiesa Rossa
L'église Santa Maria Annunciata in Chiesa Rossa est une église catholique romaine de Milan, en Italie.

## Nom
Le nom de l'église signifie littéralement « Notre-Dame-de-l'Annonciation en l'Église Rouge ». Chiesa Rossa est un quartier de Milan, qui doit son nom à la vieille église Santa Maria la Rossa (en), située à proximité.

## Caractéristiques

### Localisation
L'église est située dans la périphérie sud de Milan, à l'intersection de la via Neera et de la via Lodovico Montegani. La station de métro la plus proche, Abbiategrasso sur la ligne 2, est distante de 300 m au sud. Un arrêt du tramway 3 donne directement devant l'édifice. Le Naviglio Pavese passe à 350 m à l'ouest.

### Architecture
Les fondations construites par Franco Della Porta en style néoroman, dont il subsiste la crypte, suivent un plan basilical avec une nef à trois vaisseaux et absides. L'architecte Giovanni Muzio (en) y développe une église à croix latine, dont la nef centrale est couverte d'une voûte en berceau, visible de l'extérieur, qui se termine sur une unique abside. Le transept présente un plafond en bois muni de poutres apparentes. L'édifice est dénué de tout élément superflu : les murs sont nus et sans fioritures. Le maître-autel, situé dans l'abside, est surmonté d'un ciborium en marbre reposant sur quatre colonnes. Le sol est décoré de bandes de marbres.
Les fonts baptismaux sont situés sur la gauche de l'église, dans une chapelle octogonale. Au-dessus se trouve une sculpture de saint Jean-Baptiste par Giacomo Manzù.
Une relique de Carlo Gnocchi est conservée dans le transept depuis 2010.

### Œuvres
L'église accueille Untitled (Sans nom), une œuvre minimaliste permanente du plasticien américain Dan Flavin. Cette installation est constituée de tubes de néon de différentes couleurs : bleu et vert pour la nef, rouge pour le transept, doré pour l'abside. Le transept et l'abside accueillent également des rangées de néons de lumière noire. L'architecture de l'édifice et la disposition des néons permet de bien séparer les différentes zones de lumière ; la nuit, elles sont visibles depuis l'extérieur de l'église.
Les différentes couleurs renvoient aux modifications de la lumière au cours d'une journée, du lever du soleil à son coucher ; la couleur dorée au-dessus de l'autel est une référence aux mosaïques des églises byzantines.
Au-dessus de l'autel est suspendu Luce, une sculpture de Pino Pedano (it), constituée d'un grand disque de peuplier de 233 cm de diamètre.
L'église comprend également une chapelle abritant une statue de la Vierge par Giacomo Munster di Ortisei, un bas-relief de l'Annonciation sur l'autel et un grand labyrinthe circulaire de 8,2 m de diamètre, occupant toute la largeur de la nef.

### Orgue
L'orgue de l'église, Mascioni opus 1178 construit en 2007, est situé à l'étage sur le côté droit de l'église, au milieu de la nef. Il est inspiré des orgues baroques allemands. Il est muni d'une traction mécanique, de deux claviers de 50 touches chacun et d'un pédalier de 29 touches. 
| I - Grand Orgue  |    |
| Principal        | 8' |
| Flûte à cheminée | 8' |
| Octavin          | 4' |
| Flûte à cuspide  | 4' |
| Octavin          | 2' |
| Mixture          | IV |
| Sesquialtera     | II |

| II - Positif     |    |
| Bourdon          | 8' |
| Flûte à cheminée | 4' |
| Flautino         | 2' |
| Voix humaine     | 8' |
| Trémolo          |    |

| Pédale   |     |
| Soubasse | 16' |
| Basse    | 8'  |
| Trombone | 16' |

## Historique

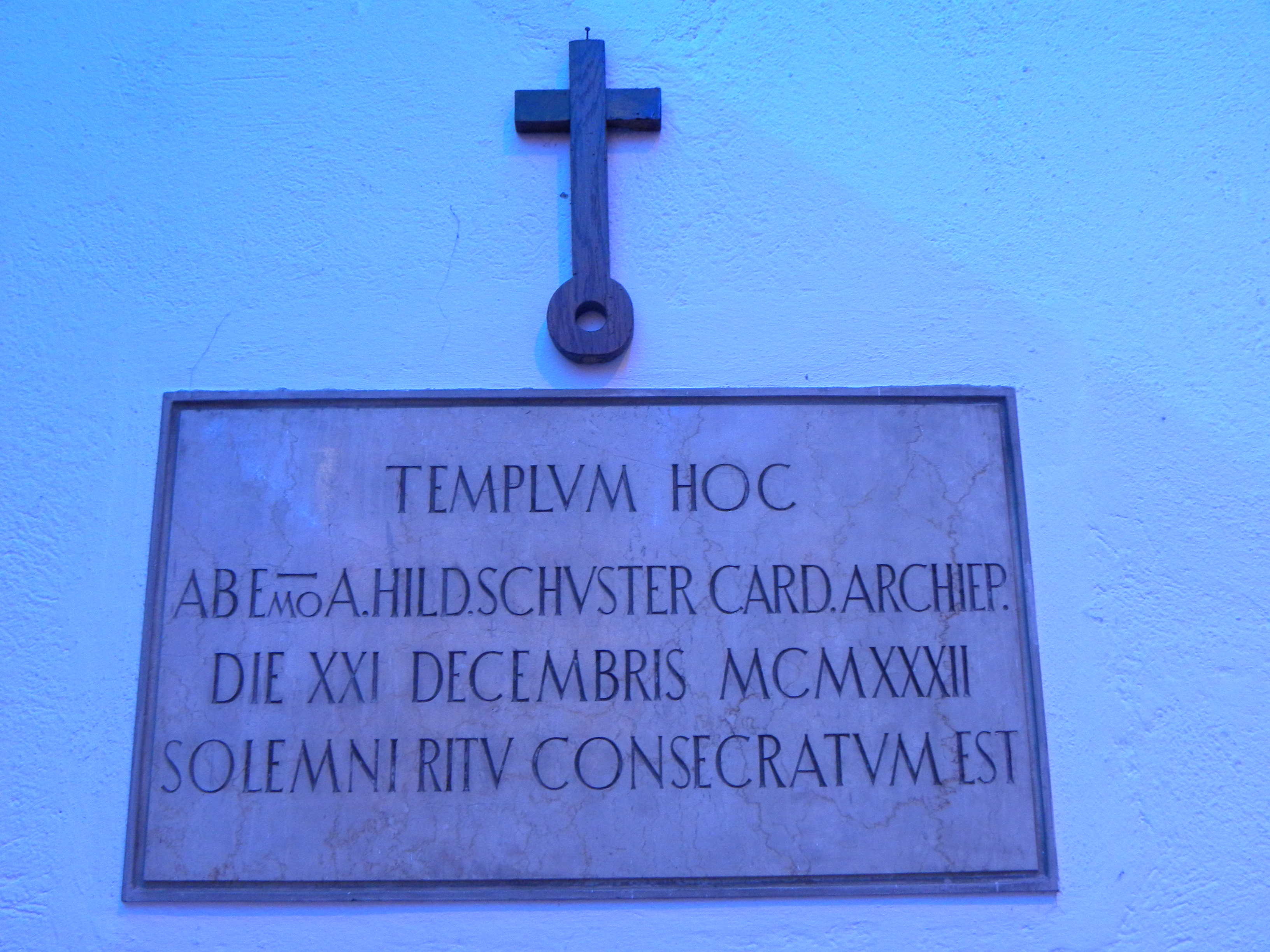
Plaque de consécration de l'église.

La construction de l'église débute en 1926 par l'architecte Franco Della Porta et est complétée en 1932 par Giovanni Muzio. L'église est consacrée le 21 décembre 1932 par le cardinal Alfredo Ildefonso Schuster.
La façade est bâtie en 1960.
La conception d'Untitled, l'œuvre de Dan Flavin destinée à l'église, est terminée le 24 novembre 1996, deux jours avant la mort de l'artiste. L'œuvre est complétée et installée en 1997, grâce aux efforts de la fondation Dia Art de New York et de la fondation Prada.
L'œuvre de Pino Pedano, Luce, est installée en 2008.